# Cassidinidea clarkae
Cassidinidea clarkae là một loài chân đều trong họ Sphaeromatidae. Loài này được Schotte & Kensley miêu tả khoa học năm 2005.